# Garranzo
Garranzo es una aldea despoblada del municipio de Enciso en La Rioja (España).
A finales de la década de los setenta del siglo XX quedó despoblada definitivamente.
Hoy en día sus alrededores se utilizan para la cría de ganado bovino para carne, así como para plantaciones de coníferas, que en su momento fueron muy mal recibidas por los últimos vecinos del lugar, como aún puede verse en muchas pintadas y grafitis que sobreviven en las paredes de las casas.

## Historia
Garranzo pertenecía a la Tierra de Enciso. Fue uno de los concejos del Reino de Castilla que tuvo vigencia desde el siglo XII hasta el siglo XIX.
Después de 1822, con la división provincial proyectada por Bauza y Larramendi, queda incluida en la provincia de Logroño, hasta un año después cuando la reforma administrativa queda anulada como consecuencia de una reacción absolutista de Fernando VII. En 1833 con la división provincial de  Javier de Burgos, vuelve a incluirse en la provincia de Logroño.